# Hacienda de Guadalupe
Hacienda de Guadalupe es una localidad de México localizada en el municipio de Tizayuca en el estado de Hidalgo.

## Historia
La localidad es reconocida por el INEGI, el 15 de abril de 2015.

## Geografía
Se encuentra en la región geográfica de la Cuenca de México (Valle de Tizayuca). Le corresponden las coordenadas geográficas 19° 52’ 16.999” de latitud norte y 98° 56’ 44.129” de longitud oeste, con una altitud de 2303 m s. n. m. Cuenta con un clima semiseco templado.
En cuanto a fisiografía se encuentra en la provincia del Eje Neovolcanico, dentro de la subprovincia de Lagos y volcanes de Anáhuac; su terreno es de llanura. En lo que respecta a la hidrografía se encuentra posicionado en la región del Pánuco, dentro de la cuenca del río Moctezuma, y en la subcuenca del río Tezontepec.

## Demografía
En 2020 registró una población de 1195 personas, lo que corresponde al 0.71 % de la población municipal. De los cuales 594 son hombres y 601 son mujeres. La localidad pertenece a la zona Metropolitana del Valle de México.